# Федеральная комиссия по связи США против Пацифики
Федеральная комиссия по связи США против Пацифики — решение Верховного суда Соединённых Штатов, согласно которому Федеральная комиссия по связи имеет право регулировать трансляцию непристойного контента.

## Изложение дела
Радиостанция, имеющая лицензию на вещание в Пасифике (станция WBAI в Нью-Йорке), во вторник в 14:00 по местному времени передала в эфир монолог под названием «Грязные слова». Монолог был записан во время живого выступления сатирика и юмориста Джорджа Карлина, который поделился своими мыслями о «словах, которые нельзя произносить в эфире», в том числе о словах, описывающих половые или выделительные органы и действия.
Мужчина, который слушал радиопередачу, когда ехал в машине со своим маленьким сыном, подал жалобу в Федеральную комиссию по связи, которая была передана на радиостанцию для комментариев. Радиостанция ответила, что записанный монолог был частью передачи об отношении современного общества к языку и что перед началом передачи слушателей предупредили, что её содержание включает «оскорбительные выражения, которые могут показаться некоторым оскорбительными». Комиссия вынесла постановление о признании жалобы обоснованной и заявила, что радиостанция «могла быть подвергнута административным санкциям» . Несмотря на отсутствие официальных санкций, Комиссия заявила, что постановление будет приобщено к лицензионному делу радиостанции для рассмотрения возможных санкций в случае последующих жалоб.
Комиссия дала концептуальное определение термина «непристойный» для целей данного постановления как «языка, который описывает в явно оскорбительной манере, с точки зрения современных общественных стандартов для средств массовой информации, сексуальную или выделительную деятельность и органы в то время суток, когда существует обоснованный риск того, что среди зрителей могут быть дети».
Опираясь на принципы, выявленные в делах, связанных с причинением неудобств обществу, Комиссия также подчеркнула навязчивый характер радиовещания, которое следует отличать от других форм коммуникации и самовыражения, и отметила, что понятие непристойности «не является неотъемлемым свойством самих слов; скорее, это вопрос контекста и поведения», требующий регулирования. В постановлении отмечалось, что в начале дня, когда в зале, несомненно, находятся дети, в монологе использовались особенно оскорбительные выражения, и был сделан вывод, что радиопостановка была непристойной. В разъясняющем постановлении Комиссия заявила, что постановление не направлено на введение абсолютного запрета на трансляцию непристойных выражений, а лишь на то, чтобы транслировать их в то время суток, когда дети с наименьшей вероятностью могут их услышать.
Компания Pacifica оспорила постановление Федеральной комиссии по связи, утверждая, что оно нарушает её право на свободу слова, закреплённое Первой поправкой к Конституции США. Апелляционный суд Соединённых Штатов по округу Колумбия отменил оспариваемое постановление и постановил, что оно представляет собой цензуру радиосвязи, которая прямо запрещена статьёй 326 Закона о связи 1934 года является функциональным эквивалентом правила и имеет слишком широкий охват; или необоснованно ограничивает защиту, предусмотренную Первой поправкой.

## Судебный процесс
Центральными вопросами, которые рассматривались в деле, были следующие: является ли трансляция монолога Джорджа Карлина непристойным контентом, подлежащим санкциям со стороны Федеральной комиссии по связи, и имеет ли Федеральная комиссия по связи, в свете права на свободу слова, закреплённого в Первой поправке, полномочия регулировать непристойный и оскорбительный контент в телерадиовещании.
Для рассмотрения вопросов, с которыми столкнулся суд, решение было разделено на четыре части. В части I рассматривается вопрос о том, распространяется ли судебный надзор на что-то большее, чем решение Комиссии о том, что монолог был непристойным «в том виде, в котором он был показан в эфире». В части II рассматривается вопрос о том, было ли решение Комиссии формой цензуры, запрещённой разделом 326 Свода законов США. В части III рассматривается вопрос о том, была ли трансляция непристойной по смыслу раздела 1464 Свода законов США. И наконец, в части IV рассматривается вопрос о том, нарушает ли постановление Комиссии Первую поправку к Конституции Соединённых Штатов.
Верховный суд Соединённых Штатов не смог прийти к единому мнению, но большинством в пять членов суда поддержал решение Комиссии и постановил, что оно не нарушает Первую поправку. Судья Стивенс выразил мнение большинства от имени суда, и к нему присоединились судьи Бергер, Ренквист, Пауэлл и Блэкман, за исключением частей IV-A и IV-B.
Что касается частей I—III и IV-C, большинство заявило, что:
1. Действия Комиссии не представляли собой нормотворчество или обнародование правил, а общие утверждения в заключении не меняли характер вынесенного решения, которое подлежит судебному пересмотру в соответствии с заключением Комиссии о том, что монолог в том виде, в котором он был показан в эфире, является непристойным по смыслу 18 USCS 1464;
2. Хотя раздел 326 Свода законов США 47 не даёт Комиссии права заранее редактировать предлагаемые к трансляции передачи, это положение не ограничивает полномочия Комиссии налагать санкции на лицензиатов, которые занимаются непристойной, неприличной или богохульной трансляцией. В заключении также говорится, что Апелляционный суд округа Колумбия в деле Антидиффамационной лиги Бнай Брит против FCC, 403 °F. 2d 169 (1968) и Управление по связям с общественностью Объединённой церкви Христа против FCC, 359 °F. 2d 994 (1966), исторически признавали, что «Комиссия не может запретить аннулировать лицензию вещательной компании, которая продолжает ненадлежащим образом вести вещание» [стр. 737].
3. Нет оснований противоречить выводу Комиссии о том, что монолог в том виде, в котором он был показан в эфире, был непристойным в соответствии с разделом 1464 Свода законов США, учитывая, что непристойное обращение не является обязательным компонентом непристойных выражений, которые «просто не соответствуют общепринятым нормам морали» [стр. 740]. Компания Pacifica выступила против определения непристойности, данного Комиссией, и утверждала, что трансляция монолога Карлина не была непристойной по смыслу статьи 1464 раздела 18 Свода законов США, в частности из-за отсутствия непристойного подтекста. Компания Pacifica утверждала, что суд в деле «Хэмлинг против Соединённых Штатов» 418 U.S. 87 (1974) и в деле «Соединённые Штаты против 12 200 Форт-Уэрта» Катушки с супер-8-миллиметровой пленкой, 413 U.S. 123 (1973), прочитали термин «непристойный» в соответствующем законе (раздел 1461 18 U.S.C.) как означающий — и им ограничиваются — «непристойный», как определено Судом в деле Миллер против Калифорнии, 413 U.S. 15 (1973). Однако в деле FCC против Pacifica Foundation суд отклонил доводы, использованные в Хэмлинг по разделу 1461 не применим к разделу 1464, учитывая, что первый закон «в первую очередь касается печатных материалов, вложенных в запечатанные конверты и отправленных по почте от одного человека к другому», а другой закон «касается содержания публичных трансляций» [стр. 741]. Таким образом, суд пришёл к выводу, что каждое из слов «непристойный, неприличный или богохульный» в разделе 1464 Свода законов США имеет отдельное значение и что непристойное обращение является лишь элементом непристойного, но не неприличного.

IV-C. Телевещание «получило самую ограниченную защиту в соответствии с Первой поправкой» (см. «Джозеф Берстин, Инк. против Уилсона», 343 U. S. 495) [стр. 748], учитывая, что средства массовой информации «установили уникальное повсеместное присутствие в жизни всех американцев» [стр. 748] и «уникально доступны для детей» [стр. 749]. Во-первых, опираясь на дело Роуэн против Департамента почт и телеграфа, 397 U.S. 728 (1970), суд постановил, что право человека на неприкосновенность частной жизни перевешивает права нарушителя, в данном случае — повсеместное радиовещание откровенно оскорбительных и непристойных материалов для широкой публики. Во-вторых, суд счёл необходимым особое отношение к непристойному радиовещанию из-за того, насколько легко дети могут получить доступ к транслируемым материалам. Ссылаясь на «Гинзберг против Нью-Йорка», 390 U. S. 629 (1968), суд постановил, что «заинтересованность правительства в „благополучии молодёжи“ и в поддержке „претензий родителей на власть в собственном доме“ оправдывает регулирование выражения мнений, которое в противном случае было бы защищено» [стр. 749].
Таким образом, суд отменил решение Апелляционного суда Соединённых Штатов по округу Колумбия.